# Чилиби, Пётр Христофорович
Пётр Христофо́рович Чили́би (21 марта 1955, Запорожье, Украинская ССР, СССР) — советский футболист (защитник), тренер, функционер. Выступал за клубы «Металлург» Запорожье, СКА Одесса, «Черноморец» Одесса, «Днепр» Днепропетровск. Президент и играющий главный тренер клуба «Ришелье». Президент федерации футбола Одесской области. Президент федерации мини-футбола Одессы.
Советник губернатора Одесской области по вопросам спорта.

## Биография
Один из основателей и бессменный играющий главный тренер ветеранского клуба «Ришелье» Одесса, за выдающиеся достижения которого награждён медалью Федерации футбола Украины «За заслуги».
В составе одесского СКА становился чемпионом и призёром первенства Украины и победителем и призёром первенства Вооружённых Сил СССР.
В составе днепропетровского «Днепра» из-за травмы сыграл лишь 8 матчей в бронзовом для днепропетровцев сезоне 1984 года и оказался за чертой медалистов.
Вошёл в число гвардейцев одесского футбола, то есть игроков, сыгравших за одесские «Черноморец» и СКА более 100 матчей (102 — Черноморец, 259 — СКА).
Всего за карьеру сыграл 445 матчей и забил 35 голов (высшая лига СССР: 110 матчей, 3 гола; первая лига СССР: 33 матча, 1 гол; вторая лига СССР: 226 матчей, 26 голов).
Самый титулованный футболист-ветеран Украины. В составе «Ришелье» — как игрок и тренер — 31-кратный чемпион (футбол, мини-футбол, миди-футбол 8х8), 6-кратный обладатель Суперкубка Украины (футбол) среди ветеранов. В составе ветеранской сборной Украины победитель Кубка мира и чемпион Европы по футболу.
В 2006 году презентовал книгу воспоминаний «Футбол и жизнь в мою пользу» (Одесса, ТЭС — 144 стр., литературный автор — Юрий Усатюк), которую посвятил целому ряду известных игроков и тренеров, оставивших заметный след в истории советского футбола.
В июле 2011 года избран президентом федерации мини-футбола Одессы.
5 июля 2012 года избран президентом федерации футбола Одесской области.

## Награды
- Медаль Федерации футбола Украины «За заслуги»
- Почётный Знак АМФОО
- Лауреат ежегодной нью-йоркской премии «Одессит года» 2004 года в номинации «Спортивные традиции года»
- Неоднократно признавался лучшим тренером Одессы и Одесской области по мини-футболу среди ветеранов